# Air America (film)
Air America – amerykański film fabularny z 1990 roku, nakręcony na podstawie książki Christophera Robbinsa. Główne role zagrali w nim Mel Gibson i Robert Downey Jr.

## Fabuła
Głównymi bohaterami są piloci w firmie Air America w czasie wojny wietnamskiej w Laosie. Po pewnym czasie odkrywają, że samoloty którymi latają wykorzystywane są przez agentów rządu amerykańskiego do szmuglowania heroiny.

## Obsada
- Mel Gibson – Gene Ryack
- Robert Downey Jr. – Billy Covington
- Nancy Travis – Corinne Landreaux
- Ken Jenkins – mjr Donald Lemond
- David Marshall Grant – Rob Diehl
- Lane Smith – senator Davenport
- Art LaFleur – Jack Neely
- Ned Eisenberg – Nick Pirelli
- Marshall Bell – Q.V.
- David Bowe – Saunders
- Burt Kwouk – gen. Lu Soong
- Tim Thomerson – Babo
- Harvey Jason – Nino
- Sinjai Hongthai – May Ling
- Natta Nantatanti – córka Gene’a
- Purin Panichpan – syn Gene’a
- Chet Vimol – przywódca plemienia